# Saint-Martin-de-Cenilly
Pour les articles homonymes, voir Saint-Martin.
Saint-Martin-de-Cenilly est une commune française, située dans le département de la Manche en région Normandie, peuplée de 206 habitants.

## Géographie
Saint-Martin-de-Cenilly est une commune située au cœur du Bocage normand.
| Roncey              | Notre-Dame-de-Cenilly   | Notre-Dame-de-Cenilly         |
| Roncey              | Saint-Martin-de-Cenilly | Notre-Dame-de-Cenilly         |
| Saint-Denis-le-Gast | Hambye                  | Notre-Dame-de-Cenilly, Hambye |

### Hydrographie
La commune est située dans le bassin Seine-Normandie. Elle est drainée par la Vanne, le cours d'eau 01 de l'Hôtel Henri, le cours d'eau 01 de l'Hôtel-Bisson, le cours d'eau 01 du Petit Mesnil Aumont et le fossé 01 du Village Basset,,.
La Vanne, d'une longueur de 20 km, prend sa source dans la commune de Notre-Dame-de-Cenilly et se jette  dans la Sienne à Quettreville-sur-Sienne, après avoir traversé sept communes. 

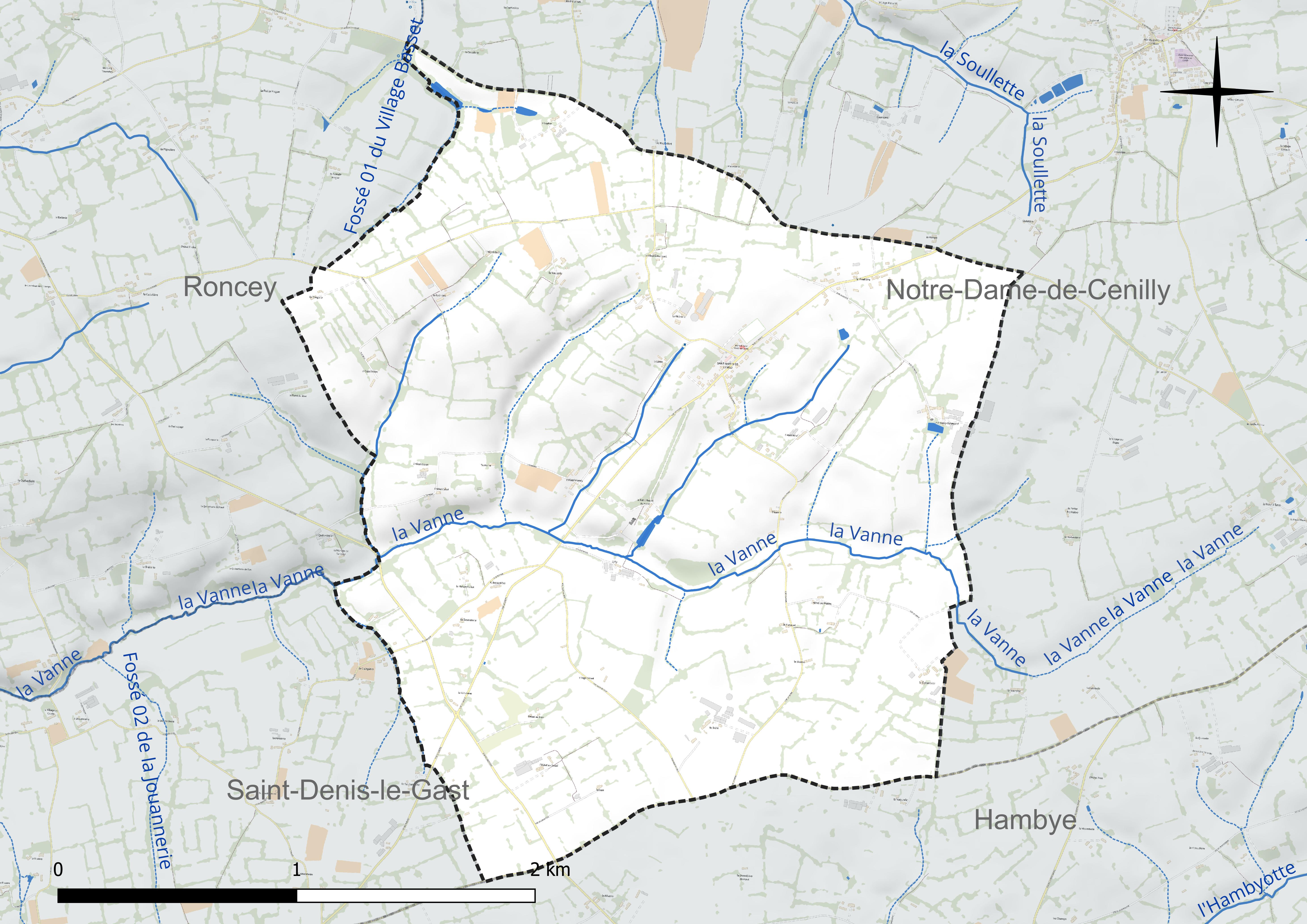
Réseau hydrographique de Saint-Martin-de-Cenilly.

### Climat
Pour des articles plus généraux, voir Climat de la Normandie et Climat de la Manche.
En 2010, le climat de la commune est de type climat océanique franc, selon une étude du CNRS s'appuyant sur une série de données couvrant la période 1971-2000. En 2020, Météo-France publie une typologie des climats de la France métropolitaine dans laquelle la commune est exposée à un climat océanique et est dans la région climatique  Normandie (Cotentin, Orne), caractérisée par une pluviométrie relativement élevée (850 mm/a) et un été frais (15,5 °C) et venté. Parallèlement le GIEC normand, un groupe régional d’experts sur le climat, différencie quant à lui, dans une étude de 2020, trois grands types de climats pour la région Normandie, nuancés à une échelle plus fine par les facteurs géographiques locaux. La commune est, selon ce zonage, exposée à un « climat contrasté des collines », correspondant au Bocage normand, bien arrosé, voire très arrosé sur les reliefs les plus exposés au flux d’ouest, et frais en raison de l’altitude.
Pour la période 1971-2000, la température annuelle moyenne est de 10,8 °C, avec une amplitude thermique annuelle de 12 °C. Le cumul annuel moyen de précipitations est de 1 049 mm, avec 14,6 jours de précipitations en janvier et 8,8 jours en juillet. Pour la période 1991-2020, la température moyenne annuelle observée sur la station météorologique la plus proche, située sur la commune de Cerisy-la-Salle à 5 km à vol d'oiseau, est de 11,5 °C et le cumul annuel moyen de précipitations est de 1 112,5 mm,. Pour l'avenir, les paramètres climatiques de la commune estimés pour 2050 selon différents scénarios d’émission de gaz à effet de serre sont consultables sur un site dédié publié par Météo-France en novembre 2022.

## Urbanisme

### Typologie
Au 1er janvier 2024, Saint-Martin-de-Cenilly est catégorisée commune rurale à habitat très dispersé, selon la nouvelle grille communale de densité à sept niveaux définie par l'Insee en 2022.
Elle est située hors unité urbaine. Par ailleurs la commune fait partie de l'aire d'attraction de Coutances, dont elle est une commune de la couronne,. Cette aire, qui regroupe 37 communes, est catégorisée dans les aires de moins de 50 000 habitants,.

### Occupation des sols
L'occupation des sols de la commune, telle qu'elle ressort de la base de données européenne d’occupation biophysique des sols Corine Land Cover (CLC), est marquée par l'importance des territoires agricoles (100 % en 2018), une proportion identique à celle de 1990 (100 %). La répartition détaillée en 2018 est la suivante : prairies (55,2 %), zones agricoles hétérogènes (25,6 %), terres arables (19,3 %). L'évolution de l’occupation des sols de la commune et de ses infrastructures peut être observée sur les différentes représentations cartographiques du territoire : la carte de Cassini (XVIIIe siècle), la carte d'état-major (1820-1866) et les cartes ou photos aériennes de l'IGN pour la période actuelle (1950 à aujourd'hui).

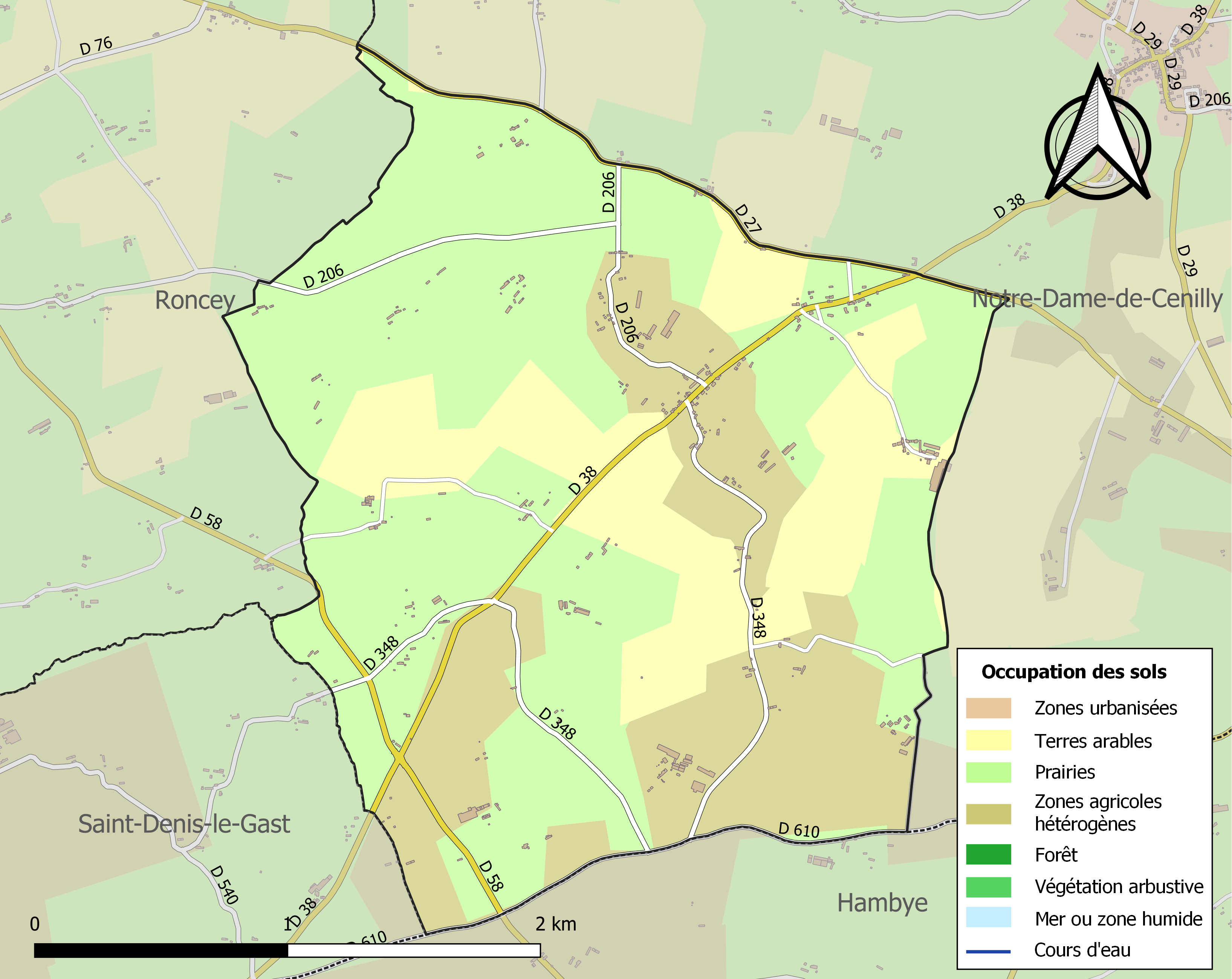
Carte des infrastructures et de l'occupation des sols de la commune en 2018 (CLC).

## Toponymie
Le nom de la localité est attesté sous la forme Sancti Martini de Cenilleio vers 1280.
La paroisse était dédiée à Martin de Tours, évêque du IVe siècle.
Cenilly serait issu de l'anthroponyme roman Senilis.
Le gentilé est Saint-Martinais.

## Histoire
Jourdain de Say, l'un des fondateurs de l'abbaye Notre-Dame d'Aunay, seigneur de Cenilly, et son épouse Luce, donnèrent en 1131 les églises de Saint-Martin et Notre-Dame qu'ils avaient fondées à l'abbaye.
Le village était divisé en deux fiefs noble, celui de Mesnil-Aumont et celui de Villiers.

## Politique et administration
| Période                                  | Période       | Identité                | Étiquette | Qualité |
| ---------------------------------------- | ------------- | ----------------------- | --------- | ------- |
| 1793                                     | 1794          | Louis François Lebrun   |           |         |
| 1794                                     | 1796          | Louis Joseph Lhermitte  |           |         |
| 1796                                     | 1826          | Pierre Fras             |           |         |
| 1826                                     | 1852          | Auguste d'Angerville    |           |         |
| juillet 1852                             | novembre 1852 | Jean Baptiste Lebrun    |           |         |
| novembre 1852                            | 1863          | Jean François Leclerc   |           |         |
| 1863                                     | 1868          | Louis Adolphe Lecordier |           |         |
| 1868                                     | 1881          | Ange Lebrun             |           |         |
| 1881                                     | 1884          | Louis Salles            |           |         |
| 1884                                     | 1904          | Léon Lebrun             |           |         |
|                                          |               |                         |           |         |
| 1945                                     | 1965          | Alcime Lesaulnier       |           |         |
| 1965                                     | 1978          | Albert Pépin            |           |         |
| 1978                                     | 1995          | Gilbert Lesaulnier      |           |         |
| 1995                                     | mars 2001     | Roland Pépin            |           |         |
| mars 2001                                | En cours      | Noëlle Dudouit          | SE        |         |
| Les données manquantes sont à compléter. |               |                         |           |         |

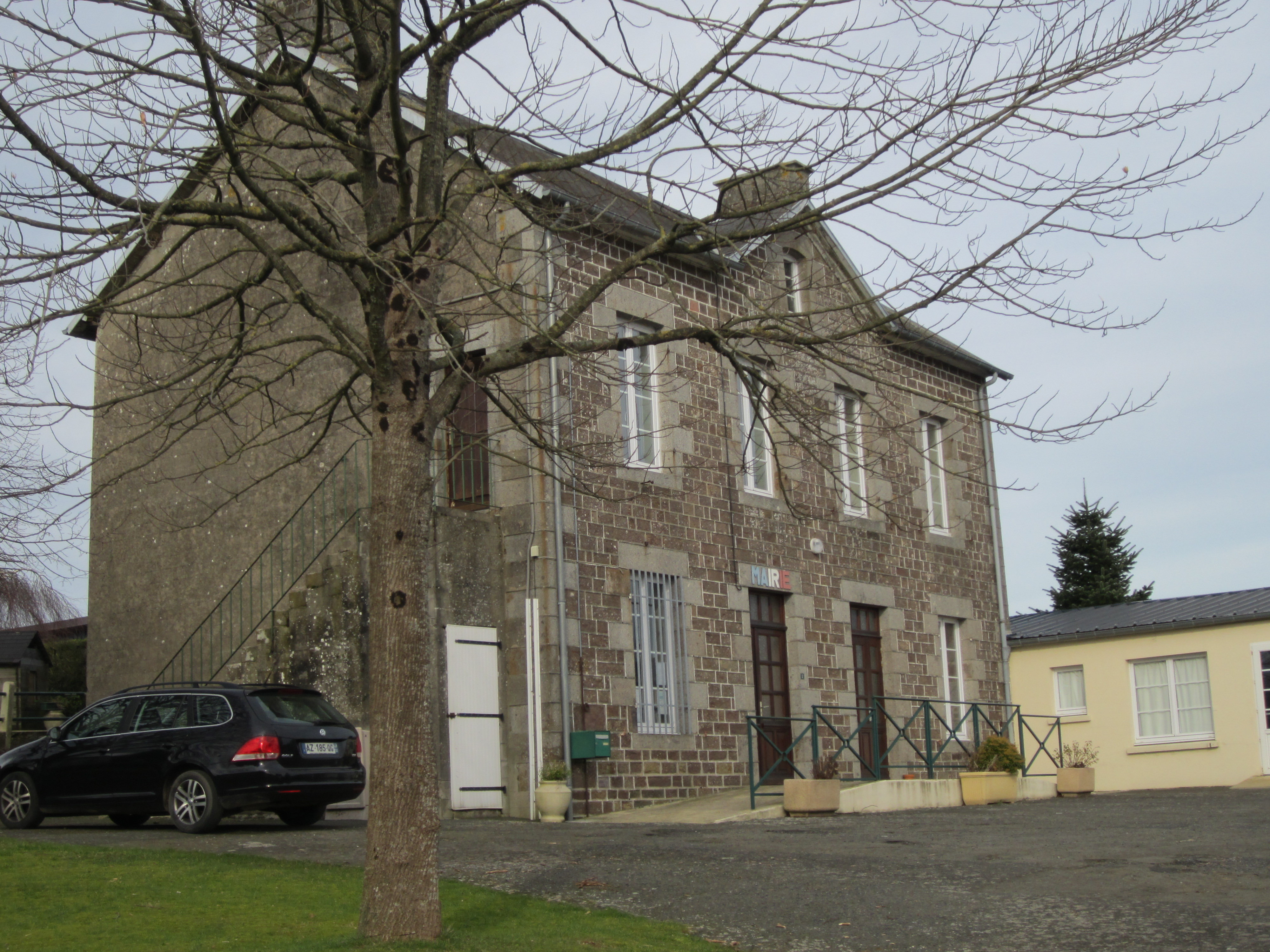
La mairie.

Le conseil municipal est composé de onze membres dont le maire et deux adjoints.

## Démographie
L'évolution du nombre d'habitants est connue à travers les recensements de la population effectués dans la commune depuis 1793. Pour les communes de moins de 10 000 habitants, une enquête de recensement portant sur toute la population est réalisée tous les cinq ans, les populations de référence des années intermédiaires étant quant à elles estimées par interpolation ou extrapolation. Pour la commune, le premier recensement exhaustif entrant dans le cadre du nouveau dispositif a été réalisé en 2006.
En 2022, la commune comptait 206 habitants, en évolution de +11,35 % par rapport à 2016 (Manche : −0,31 %, France hors Mayotte : +2,11 %).
Saint-Martin-de-Cenilly a compté jusqu'à 717 habitants en 1821.
| 1793 | 1800 | 1806 | 1821 | 1831 | 1836 | 1841 | 1846 | 1851 |
| ---- | ---- | ---- | ---- | ---- | ---- | ---- | ---- | ---- |
| 645  | 609  | 634  | 717  | 677  | 663  | 590  | 651  | 626  |

| 1856 | 1861 | 1866 | 1872 | 1876 | 1881 | 1886 | 1891 | 1896 |
| ---- | ---- | ---- | ---- | ---- | ---- | ---- | ---- | ---- |
| 648  | 591  | 548  | 512  | 523  | 531  | 521  | 507  | 434  |

| 1901 | 1906 | 1911 | 1921 | 1926 | 1931 | 1936 | 1946 | 1954 |
| ---- | ---- | ---- | ---- | ---- | ---- | ---- | ---- | ---- |
| 443  | 452  | 440  | 357  | 375  | 354  | 382  | 350  | 343  |

| 1962 | 1968 | 1975 | 1982 | 1990 | 1999 | 2006 | 2011 | 2016 |
| ---- | ---- | ---- | ---- | ---- | ---- | ---- | ---- | ---- |
| 316  | 267  | 242  | 193  | 207  | 206  | 212  | 194  | 185  |

| 2021 | 2022 | - | - | - | - | - | - | - |
| ---- | ---- | - | - | - | - | - | - | - |
| 196  | 206  | - | - | - | - | - | - | - |

## Lieux et monuments

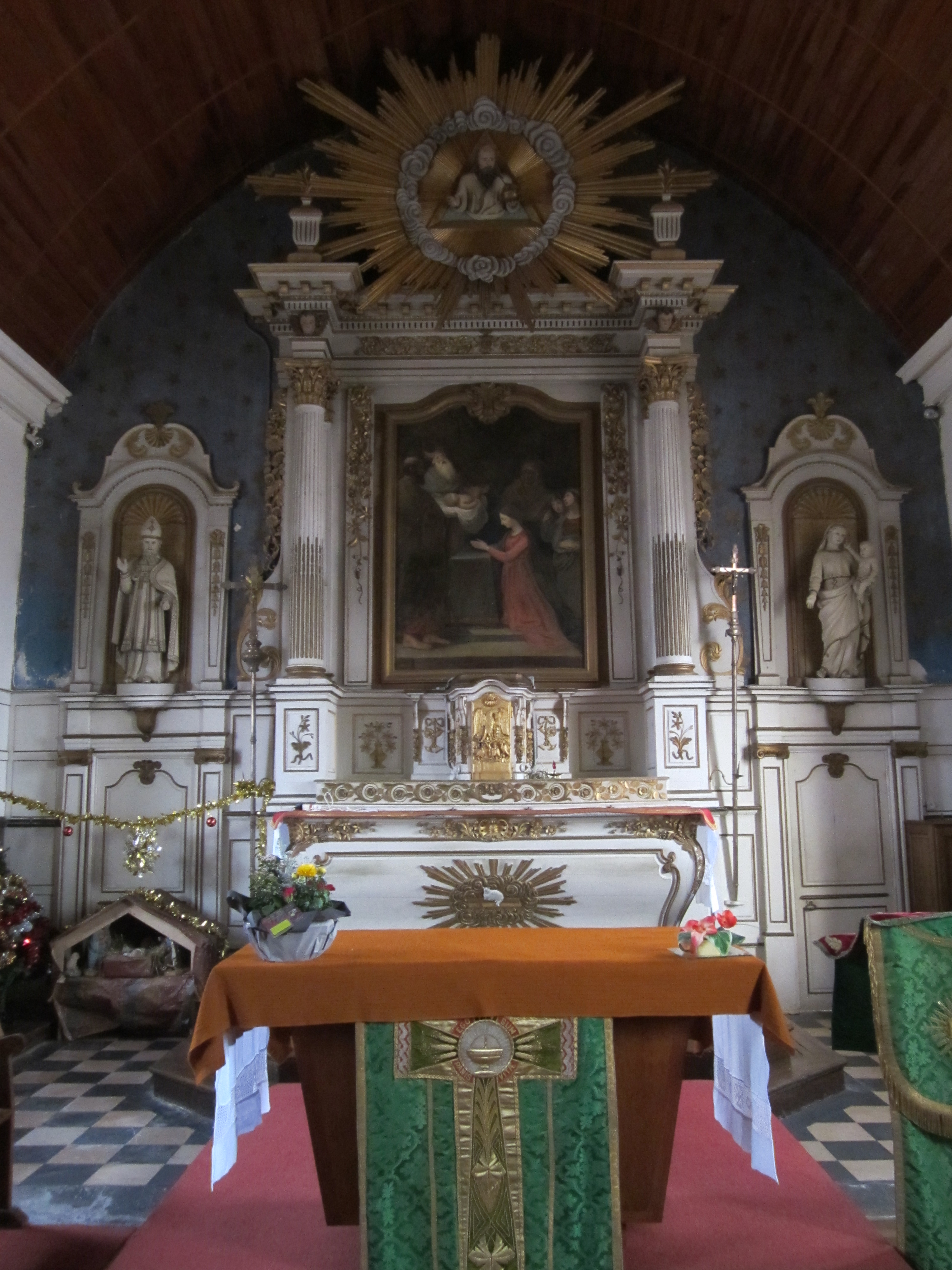
Le maitre-autel.

- Église Saint-Martin reconstruite au XIXe siècle dans le style néogothique avec une nef du XVIIe siècle et un cadran solaire (1810). L'édifice abrite un maitre-autel et son ensemble du XVIIIe classés au titre objet aux monuments historiques[30], ainsi qu'une verrière du XXe, une chaire à prêcher du XVIIIe, les statues de saint Cénéric du XIXe et de saint Martin du XVIIIe, une Vierge à l'Enfant du XVIIIe, les tableaux (XVIIIe) : Présentation de l'Enfant Jésus et donation du rosaire à saint Dominique et guérison d'un enfant par saint Martin du XIXe[22].
- Château du Mesnil-Aumont possession au XVIIe siècle de la famille Gervaise qui en 1680 réunit les deux fiefs nobles de Saint-Martin, Villiers et Mesnil-Aumont. Le château sera ensuite entre les mains des Duprey, et au XIXe siècle des d'Auvrecher d'Angerville. Ces derniers étaient l'une des plus anciennes familles de Normandie remontant à Guillaume le Conquérant et les croisades. Augustin d'Auvrecher d'Angerville (1778-1852) qui en fut propriétaire était chevalier de Saint-Jean de Jérusalem, conseiller général du canton de Cerisy-la-Salle de 1833 à 1848, et maire de Saint-Martin-de-Cenilly de 1826 à 1852[22].
- Vallon de la Vannes.
- Croix de chemin du XVIIIe siècle.
- Le Champ Frémond, bel ensemble de bâtiments de fermes et maison de maître, pigeonnier et étang.

## Activité et manifestations

### Sports
L'Entente de Saint-Martin-de-Cenilly fait évoluer une équipe de football en division de district.